# Molineria prainiana
Molineria prainiana là một loài thực vật có hoa trong họ Hypoxidaceae. Loài này được Deb mô tả khoa học đầu tiên năm 1965.